# Ekvádorské oběžné mince
Americký dolar je jediným zákonným platidlem Ekvádoru od roku 2000. Až do roku 2000 byl ekvádorskou národní měnou sucre (ISO 4217 ECS). Při zavedení dolaru byl ustanoven pevný kurz pro výměnu za sucre 1 dolar = 25 000 sucres.
V každodenním platebním styku se používají souběžně mince amerického dolaru a ekvádorské mince. Místní mince nemají svůj vlastní ISO kód, jejich jediným posláním a upotřebením je doplňovat mince dolaru.

## Nominální hodnoty
Smlouva mezi Ekvádorem a Spojenými státy americkými upravuje vztah mezi ekvádorskými oběžnými mincemi a americkými: Jeden dolar je tvořen stem ekvádorských „centavos“. Ekvádorské mince mají stejné nominální hodnoty jako mince centu dolaru. Hmotnosti a rozměry jednotlivých mincí (ekvádorských a amerických) jsou také shodné. Mince 1 centavo vyrazila kanadská mincovna, mince ostatních hodnot pocházejí z mincovny mexické.
| Hodnota     | Váha mince [g] | Průměr mince [mm] | Materiál          | Motiv rubové strany    | Vyobrazení  |
| ----------- | -------------- | ----------------- | ----------------- | ---------------------- | ----------- |
| 1 centavo   | 2,500          | 19,05             | Měď/Zinek (70/30) | mapa Ameriky           | 1 centavo   |
| 5 centavos  | 5,000          | 21,21             | Poniklovaná ocel  | Juan Montalvo          | 5 centavos  |
| 10 centavos | 2,268          | 17,91             | Poniklovaná ocel  | Eugenio Espejo         | 10 centavos |
| 25 centavos | 5,670          | 24,26             | Poniklovaná ocel  | José Joaquín de Olmedo | 25 centavos |
| 50 centavos | 11,340         | 30,61             | Poniklovaná ocel  | Eloy Alfaro            | 50 centavos |